# حامد القارحي
حامد بن حميد بن حمدي القارحي الهذلي. شاعر محاورة. ونظم سعودي من الشعراء المشاهير في فن المحاورة اليوم. ويعرف بين محبيه بلقب «ضلع الحجاز».

## عنه ونشأته
حامد بن حميد بن حمدي بن محمد الحبكلي القارحي من الحباكلة من بني قارح من قبيلة هذيل الخندفية، وُلد حامد في مكة المكرمة غرب المملكة العربية السعودية، في بيئة يملؤها الشعر، حيث كان والده حميد بن حمدي القارحي شاعرًا من شعراء مكة. تأثر حامد بهذه البيئة الغنية بالشعر، مما جعل الشعر جزءاً لا يتجزأ من حياته منذ سن مبكرة.
بدأ حامد مشواره الفعلي في عالم الشعر عام 1998، حيث كان من محبي فن الرجز. وفي عام 2002، انطلق في ممارسة فن شعر المحاورة. حقق حامد العديد من الإنجازات في مسيرته الشعرية، حيث شارك في مسابقة "شاعر المعنى" الشهيرة في السعودية عام 2008، وحصل على المركز الثالث. كما شارك في العديد من المناسبات الوطنية المهمة، مثل مهرجان الجنادرية، ومحاورات موسم الرياض لعام 2019، وفعالية "قاف" التي نظمتها أمانة منطقة الرياض عام 2022. وفي عام 2023 تم اختيار حامد عضواً في لجنة التحكيم في مسابقة نجم المحاورة الشعرية. كما شارك في عدة احتفالات بمناسبة اليوم الوطني على مدار سنوات عديدة.
واصل حامد مشاركاته المتميزة في الفعاليات الوطنية، حيث شارك في فعالية "حنا لها" التي نظمها نادي الإبل في الصياهد ومنطقة حائل عام 2024. كما كان له حضور في مهرجان قناة الساحة لشعر المحاورة ثلاث مرات، وشارك في اختبار الشعراء المتقدمين لبرنامج "شاعر المعنى" في نسخته الثالثة والرابعة. كما كان حاضراً في حفل افتتاح واختتام النسخ الثانية والثالثة والرابعة من برنامج "شاعر المعنى" التلفزيوني، وتم تكريمه من قبل أمير منطقة القصيم، الأمير الدكتور فيصل بن مشعل بن سعود ال سعود.

## أشهر القصائد
من أشهر قصائده قصيدة «اقدح يا زناد» التي كتبها عام 2013 في بداية تصاعد الأحداث في سوريا، وفيها يصف معاناة الشعب السوري.

## لقاءات تلفزيونية
- لقاء مع برنامج معاني على قناة شهامة الفضائية عام 2016.[10]
- لقاء مع برنامج استراحة الأماكن على قناة الأماكن الفضائية عام 2019.[11]